# Municipio de Berwick (Kansas)
El municipio de Berwick (en inglés: Berwick Township) es un municipio ubicado en el condado de Nemaha en el estado estadounidense de Kansas. En el año 2010 tenía una población de 408 habitantes y una densidad poblacional de 4,37 personas por km².

## Geografía
El municipio de Berwick se encuentra ubicado en las coordenadas 39°57′4″N 95°50′13″O / 39.95111, -95.83694. Según la Oficina del Censo de los Estados Unidos, el municipio tiene una superficie total de 93.42 km², de la cual 93,4 km² corresponden a tierra firme y (0,02 %) 0,02 km² es agua.

## Demografía
Según el censo de 2010, había 408 personas residiendo en el municipio de Berwick. La densidad de población era de 4,37 hab./km². De los 408 habitantes, el municipio de Berwick estaba compuesto por el 97,06 % blancos, el 0,25 % eran afroamericanos, el 0,49 % eran asiáticos, el 1,23 % eran de otras razas y el 0,98 % eran de una mezcla de razas. Del total de la población el 1,96 % eran hispanos o latinos de cualquier raza.